# Карасу (Актогайський район, Павлодарська область)
Карасу́ (каз. Қарасу) — село у складі Актогайського району Павлодарської області Казахстану. Входить до складу Жалаулинського сільського округу.
Населення — 93 особи (2021; 131 у 2009, 191 у 1999, 321 у 1989).
Національний склад станом на 1989 рік:
- казахи — 75 %.